# Контульмо
Контульмо (исп. Contulmo) — посёлок в Чили. Административный центр одноимённой коммуны. Население — 2442 человека (2002). Посёлок и коммуна входит в состав провинции Арауко и области Био-Био.
Территория коммуны — 961,5 км². Численность населения — 5417 жителей (2007). Плотность населения — 5,63 чел./км².

## Расположение
Посёлок расположен в 134 км южнее административного центра области — города Консепсьон и в 59 км юго-восточнее административного центра провинции — города Лебу.
Коммуна граничит:
- на севере — с коммуной Каньете
- на востоке — с коммуной Пурен
- на юго-востоке — с коммуной Лумако
- на юго-западе — с коммуной Тируа

На западе коммуны расположен Тихий океан.

## Демография
Согласно сведениям, собранным в ходе переписи Национальным институтом статистики,  население коммуны составляет 5417 человек, из которых 2750 мужчин и 2667 женщин.
Население коммуны составляет 0,27 % от общей численности населения области Био-Био. 54,64 %  относится к сельскому населению и 45,36 % — городское население.